# Max Factor Jr.
Max Factor Jr., właśc. Francis Factor (ur. 18 sierpnia 1904 w St. Louis, zm. 7 czerwca 1996 w Los Angeles) – amerykański chemik, przedsiębiorca oraz producent kosmetyków.
Syn założyciela przedsiębiorstwa kosmetycznego Max Factor, Maxa seniora pochodzącego z Polski. Po śmierci ojca w 1938 przejął przedsiębiorstwo i dla celów marketingowych przyjął znane już klientom imię Max. Pod jego kierownictwem przedsiębiorstwo nadal się rozwijało, wprowadzono nowe rodzaje kosmetyków (m.in. wodoodporne tusze do rzęs i brwi Water Resistant Mascara i szminki w sztyfcie Long Lasting Lipstick). Od 1941 przedsiębiorstwo dostarczało szminki do kamuflażu dla amerykańskich żołnierzy.
W 1991 firmę Max Factor przejęło przedsiębiorstwo Procter & Gamble.